# مقياس شيندو

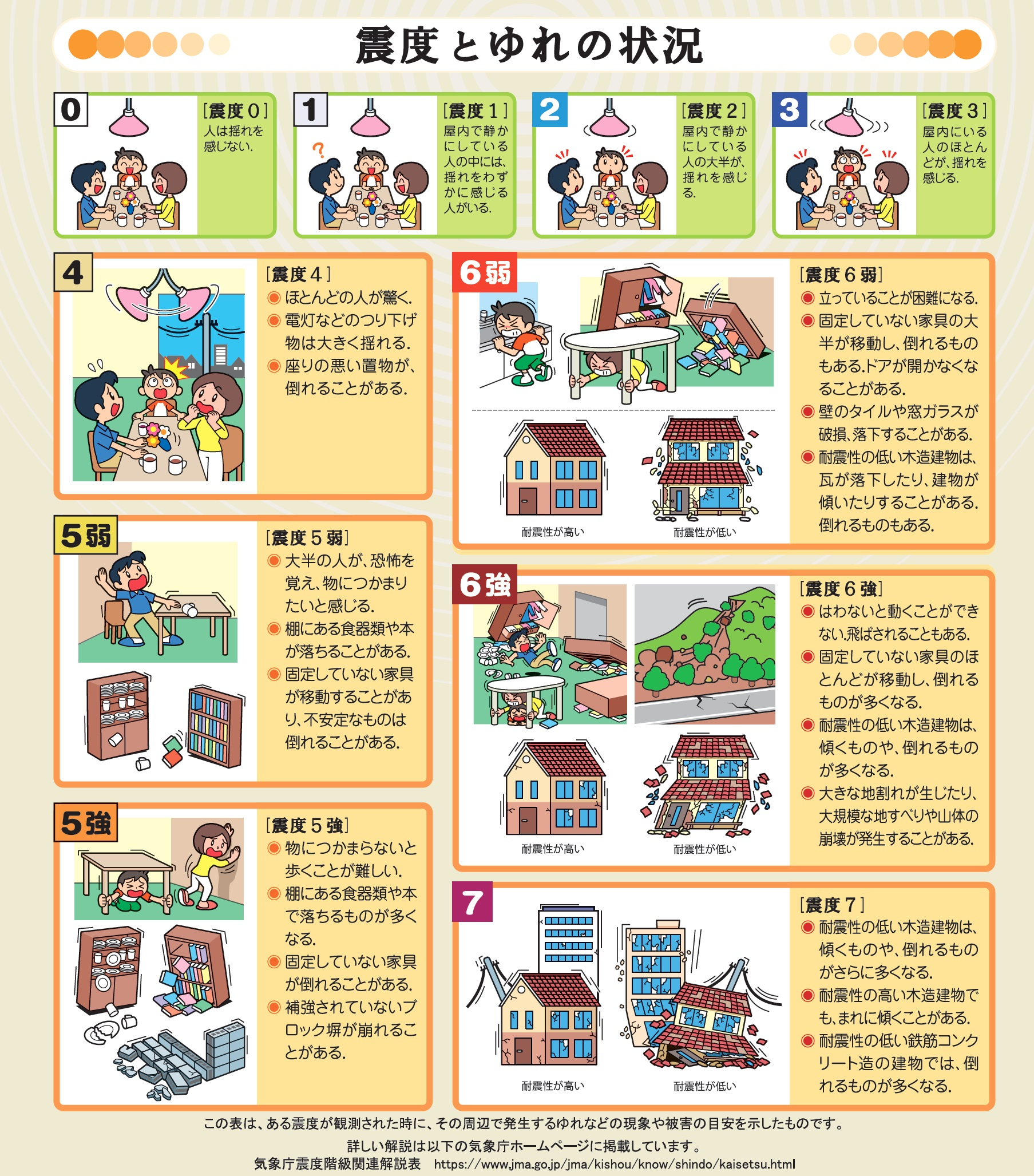

مقياس وكالة الأرصاد الجوية اليابانية لشدة الزلازل هو مقياس يستخدم على نطاق واسع في اليابان لقياس شدة الزلازل.، ويستخدم وحدات شيندو (震度 shindo)، وخلافا للمقاييس الكمية مثل مقياس درجة العزم (Mw) وسابقاً  مقياس ريختر التي تُقدر كمية الطاقة الناتجة من الزلزال فمقياس وكالة الأرصاد الجوية اليابانية «شيندو» يُقدر درجة الاهتزاز في نقاط مختلفة على سطح الأرض وهو نظير لمقياس ميركالي المعدل. وشدة الزلزال لاتعتمد تماما على جسامته وحجمه ولكن تختلف بحسب عمق الواقعة والمسافة منها فمثلاً يمكن للزلزال أن يُقدر «شيندو 4» في طوكيو بينما يُقدر «شيندو 3» في يوكوهاما و«شيندو 2» في شيزوكا.

## وحدات مقياس شيندو
| درجة شيندو |
| 0          |
| 1          |
| 2          |
| 3          |
| 4          |
| 5 ضعيف     |
| 5 عالي     |
| 6 ضعيف     |
| 6 عالي     |
| 7          |
| ---------- |